# Piratska stranka Slovenije
Piratska stranka Slovenije (skrajšano Pirati) je slovenska politična stranka, ki se primarno zavzema za zasebnost vsakega posameznika, svobodno in odprto družbo, večjo transparentnost javne uprave, prost dostop do informacij, širjenje uporabe odprtokodne programske opreme in reformo avtorskega ter patentnega prava.

## Zgodovina
Pobudo za ustanovitev Piratske stranke v Sloveniji je dal Robert Pal. Namen je bil vzpostaviti diskusijo o pravicah intelektualne lastnine, zasebnosti svetovnega spleta in transparentnosti javne uprave v širši družbi. Za neuradni rojstni dan stranke se šteje 10. junij 2009, ko je potekal prvi neformalni sestanek somišljenikov. Ta pobuda je kljub velikemu začetnemu zanimaju za nekaj časa zamrla.
Poleti 2010 se je pobuda ponovno obudila, saj se je stranki pridužilo nekaj perspektivnih članov. Takrat je kot predstavnik deloval Rolando Benjamin Vaz Ferreira. Člani so sodelovali na okrogli mizi v Mariboru, udeležili so se okrogle mize v Kiberpipi ter sodelovali kot gledalci na okrogli mizi o WikiLeaksu. Nekaj dni kasneje so se udeležili še okrogle mize s Christianom Engströmom in Tanjo Fajon. Od takrat naprej se člani dobivajo na bolj ali manj rednih sestankih.
Marca 2011 je Andrej Čremožnik stranko predstavljal na konferenci »Copyright in the digital world«, ki jo je gostila MEP Tanja Fajon. Nekaj dni kasneje je bila Piratska Stranka Slovenije enoglasno sprejeta v Mednarodno zvezo Piratskih strank (PPI) na konferenci v Nemčiji. Maja 2011 je Andrej Čremožnik predstavljal stranko na RTV oddaji Trikotnik, kjer je povezovalec zaključil: »Pirati in avtorji so vendarle prijatelji«.
Temu je sledilo intenzivno obdobje, v katerem si je stranka pridobila tudi pozornost večjih medijev. V istem času je potekal projekt ustanovitve Društva Pirat, ki bi služil kot odskočna deska za ustanovitev politične stranke. Društvo je bilo po petih mesecih zavrnjenih prošenj ustanovljeno 26. avgusta 2011. Stranka ni sodelovala na parlamentarnih volitvah 4. decembra 2011.
17. februarja 2012 so predstavniki stranke sodelovali v javni debati o spornem sporazumu ACTA, katerega sprejetje v slovenskem parlamentu je bilo naposled zamrznjeno. Istega meseca so na Kongresnem trgu v Ljubljani potekali protesti proti sprejetju Acte, katerih so se udeležili tudi člani Piratske stranke.
Stranka je bila uradno ustanovljena na ustanovnem kongresu 17. oktobra 2012, ki je potekal v Kinu Šiška in se ga je udeležilo 140 ljudi. Njen prvi predsednik je postal Rok Deželak.
Na volitvah poslancev iz Slovenije v Evropski parlament leta 2014 je stranka nastopila s kandidatom Rolandom Benjaminom Vaz Ferreiro. Z 2,58 % glasov (po uradnih delnih rezultatih) ji ni uspelo osvojiti poslanskega mandata. Tudi na predčasnih državnozborskih volitvah 2014 stranka z 1,34 % glasov ni dosegla parlamentarnega praga.
Oktobra leta 2017 je vodenje stranke prevzel Rok Andrée, ki je do tedaj deloval kot sekretar. Konec leta 2017 je stranka vzbudila pozornost širše javnosti s kampanjo za legalizacijo rekreativne rabe konoplje ter pripravkov iz nje. Zbrali so 18.000 podpisov pod peticijo za legalizacijo in regulacijo konoplje, nato pa v sodelovanju s podmladkom vladajoče Stranke modernega centra pripravili predlog zakona, ki so ga v začetku februarja 2018 vložili v parlamentarni postopek.
Na parlamentarnih volitvah 3. junija 2018 stranka z 2,15 % glasov ni dosegla parlamentarnega praga.
Na volitvah poslancev v Evropski parlament je stranka nastopala v koaliciji "Povežimo se", ki z 1.6% ni dosegla parlamentarnega praga.
Julija 2019 je bil za novega predsednika stranke izvoljen Rolando Benjamin Vaz Ferreira.
8. marca 2022 je bil za novega predsednika izvoljen Boštjan Tavčar. V pondeljek, 21. marca 2022 je stranka vložila kandidaturo za parlamentarne volitve 2022.
Na volilnem kongresu dne 7. decembra 2024 je bil za novega predsednika stranke izvoljen dotedanji sekretar, Jasmin Feratović.

## Nazori
Zagovarja se liberalno progresivno politiko. 
Poudarek je na preglednosti uprave, človeške pravice in neposredne demokracije.
Program stranke se osredotoča na zaščito državljanskih svoboščin pred državno ali korporativno oblastjo z prakticiranjem transparentnega vladanja in sodelovanja javnosti pri demokratičnem odločanju. Podpora svobodnemu in nevtralnemu spletu, odprte licence in prosti formati ter uporabe odprtokodne programske opreme.
Svoj cilj želi doseči s sprejemanjem zakonov za politično odgovornost, protikorupcijo, transparentnost lobiranja, preprečevanje izogibanja davkom, poenostavitev državne birokracije preko e-uprave, podporo malim in srednje velikim podjetjem, financiranje lokalnega razvoja, spodbujanje varstva okolja ter potrošnikov in trajnostnega razvoja.
Stranka si prizadeva tudi za reformo zakonodaje o avtorskih pravicah, finančnih trgih in bančništvu, obdavčitvi multinacionalnih korporacij, in želi obravnavati demokratični primanjkljaj v Evropski uniji z decentralizacijo in subsidiarnostjo.

## Rezultati volitev

### Državnozborske volitve
| Volitve | Vodja          | Št. glasov | %    | +/–        | Sedeži | +/–        | Mesto | Vlada |
| ------- | -------------- | ---------- | ---- | ---------- | ------ | ---------- | ----- | ----- |
| 2014    | Rok Deželak    | 11.737     | 1,34 | Stagnacija | 0 / 90 | Stagnacija | 11.   | –     |
| 2018    | Rok Andrée     | 19.182     | 2,15 | 0,81       | 0 / 90 | 0          | 11.   | –     |
| 2022    | Boštjan Tavčar | 19.480     | 1,63 | 0,52       | 0 / 90 | 0          | 12.   | –     |

### Evropske volitve

#### Volitve v Evropski parlament 2024
Stranka je že konec leta 2023 napovedala udeležbo na evropskih volitvah in za svojo nosilko izbrala dolgoletno članico stranke, Urško Orehek.
28. februarja 2024 je Piratska stranka uradno potrdila svojo celotno listo kandidatov za Evropski parlament. Na tiskovni konferenci so sporočili, da v ospredje kampanje postavljajo pomen jedrske energije za zeleni prehod.
10. maja 2024 je stranka vložila listo na DVK, a zgolj z 903 podpisi podpore, zaradi česar jo je Državna volilna komisija naslednjega dne zavrnila.